# Theodoros Stefanidis
Theodoros Stefanidis nebo také Theodore Philip Stephanides (řecky Θεόδωρος Στεφανίδης; 21. ledna 1896 Bombaj – 13. dubna 1983 Londýn) byl řecký lékař, biolog a spisovatel.
Dětství prožil v Indii, kde byl jeho otec zástupcem firmy bratří Ralliových. Od jedenácti let žil na ostrově Korfu. Bojoval v řecké armádě na soluňské frontě i v řecko-turecké válce, své zážitky popsal v knize Macedonian Medley. Po prohrané válce kritizoval krále Konstantina I. a byl postaven před soud.
Vystudoval radiologii na Pařížské univerzitě u Marie Curie-Skłodowské. Po návratu na Korfu si zařídil lékařskou ordinaci s prvním rentgenem na ostrově, zabýval se také bojem s malárií. Byl uznávaným odborníkem na drobné sladkovodní živočichy a jsou po něm pojmenovány druhy Cytherois stephanidesi, Thermocyclops stephanidesi, Schizopera stephanidesi a Arctodiaptomus stephanidesi.
Přátelil se s Geraldem Durrellem a Lawrencem Durrellem při jejich pobytu na Korfu ve třicátých letech. Gerald ho ve vzpomínkových knihách O mé rodině a jiné zvířeně, Ptáci, zvířata a moji příbuzní a Zahrada bohů popisuje jako svůj vzor ve studiu přírody. Také Lawrence se o něm zmiňuje v knize Prospero's Cell. V televizním seriálu Durrellovi ho hrál Jorgos Karamihos.
Za druhé světové války sloužil jako lékař britské armády. V knize Climax in Crete vzpomíná na invazi na Krétu. Po válce se usadil v Anglii a pracoval v londýnské Nemocnici sv. Tomáše. Překládal do angličtiny řecké básníky (např. Kostis Palamas), vydal román Island Trails i učebnici práce s mikroskopem.